# Altaarstuk van San Zaccaria
Het altaarstuk van San Zaccaria (Italiaans: Pala di San Zaccaria) is een schilderij van Giovanni Bellini uit 1505. Het geldt als een van de hoogtepunten in zijn oeuvre. Het bevindt zich nog altijd op zijn oorspronkelijke plaats in de San Zaccaria in Venetië.

## Geschiedenis
De San Zaccaria is een kerk in het centrum van Venetië uit de negende eeuw. Aan het eind van de vijftiende eeuw werd de kerk in de stijl van de Renaissance herbouwd. Bellini's altaarstuk stamt uit die periode. Het heeft zijn originele omlijsting behouden, die de schilder perfect laat aansluiten bij de in perspectief weergegeven ruimte. Ook de belichting van links komt overeen met de werkelijke situatie in de kerk. Het bovenste deel van het schilderij is verloren gegaan toen Napoleon het werk liet overbrengen naar het Louvre.
Dit altaarstuk, dat stamt uit de laatste periode van Bellini's loopbaan, laat de invloed zien die Giorgione, zijn voormalige leerling, in die tijd op hem uitoefende, vooral in het tonale kleurgebruik. De inspiratie voor het woeste landschap dat door openingen in de ruimte te zien is, deed Bellini op bij Alvise Vivarini.

## Voorstelling
Net als het altaarstuk van San Giobbe, waarmee het enige gelijkenis vertoont, is het werk in de San Zaccaria een voorbeeld van een sacra conversazione: een voorstelling waarbij een Madonna met kind met een aantal heiligen uit verschillende tijdsperiodes is samengebracht. Van links naar rechts zijn hier te zien: Petrus, Catharina van Alexandrië, Lucia van Syracuse en Hiëronymus van Stridon. Deze figuren zijn tamelijk formeel en sterk symmetrisch gepositioneerd. Van een echt gesprek lijkt overigens geen sprake te zijn; de heiligen maken een contemplatieve, in zich zelf gekeerde indruk. Aan de voet van de troon van de Madonna is een musicerende engel geschilderd, die de lira da braccio bespeelt, een voorloper van de viool. Naast de engel is een klein briefje te zien, waarop Bellini het schilderij gesigneerd en gedateerd heeft (IOANNE BELLINVS MCCCCCV). 
De figuren zijn geschilderd in een kapel met een apsis met een gouden mozaïek, waarvoor Bellini zich ongetwijfeld liet inspireren door de Basiliek van San Marco met zijn prachtige mozaïeken. Het ei dat boven Maria is te zien, is een symbool van de schepping, dat ook op de Brera Madonna van Piero della Francesca voorkomt. De lamp eronder lijkt sterk op een exemplaar op het Altaarstuk van San Zeno van Mantegna. Het gezicht op de troon van Maria zou een voorstelling van koning David kunnen zijn, maar ook van God de Vader of koning Salomo.

## Afbeeldingen

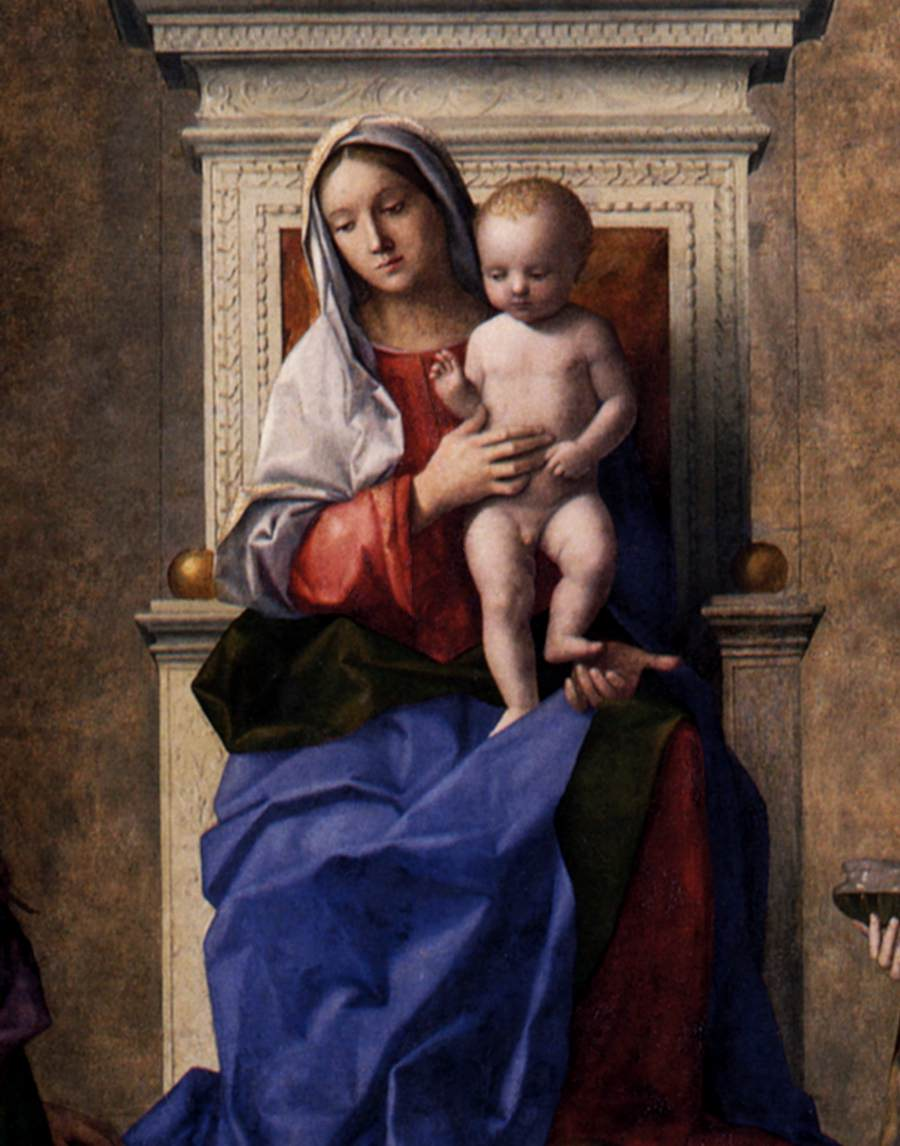
detail
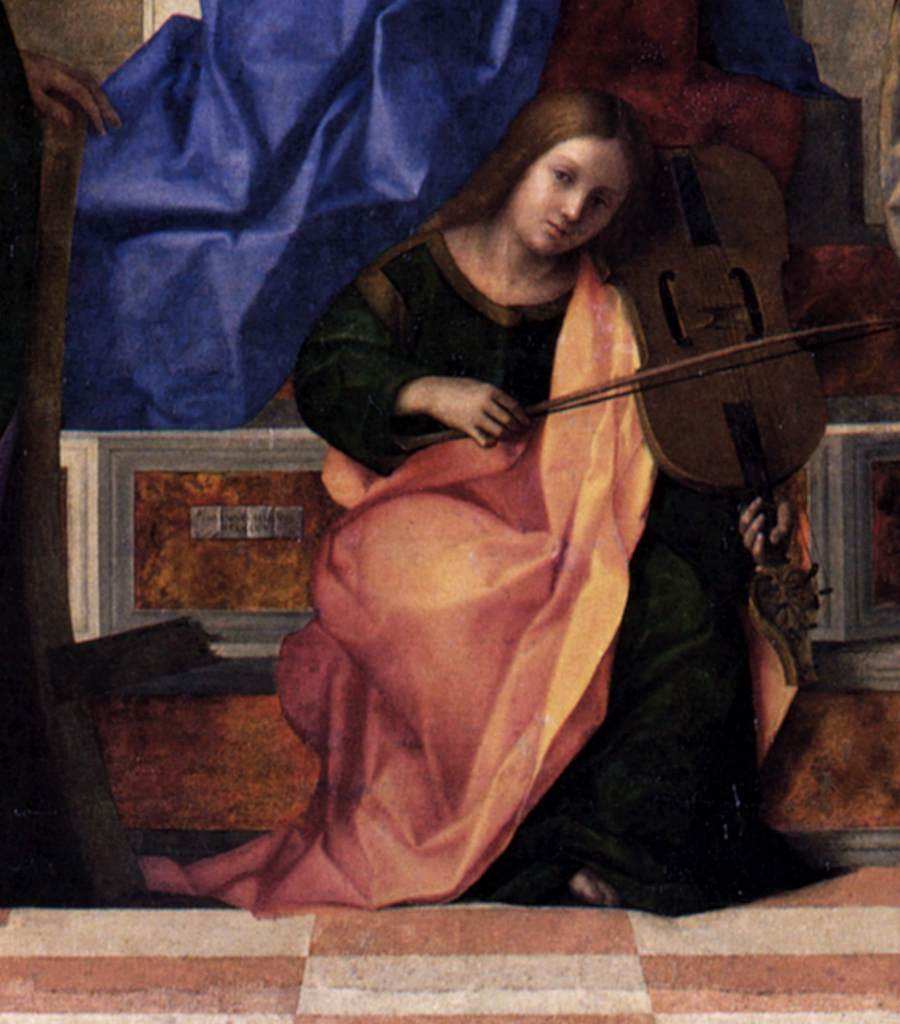
detail
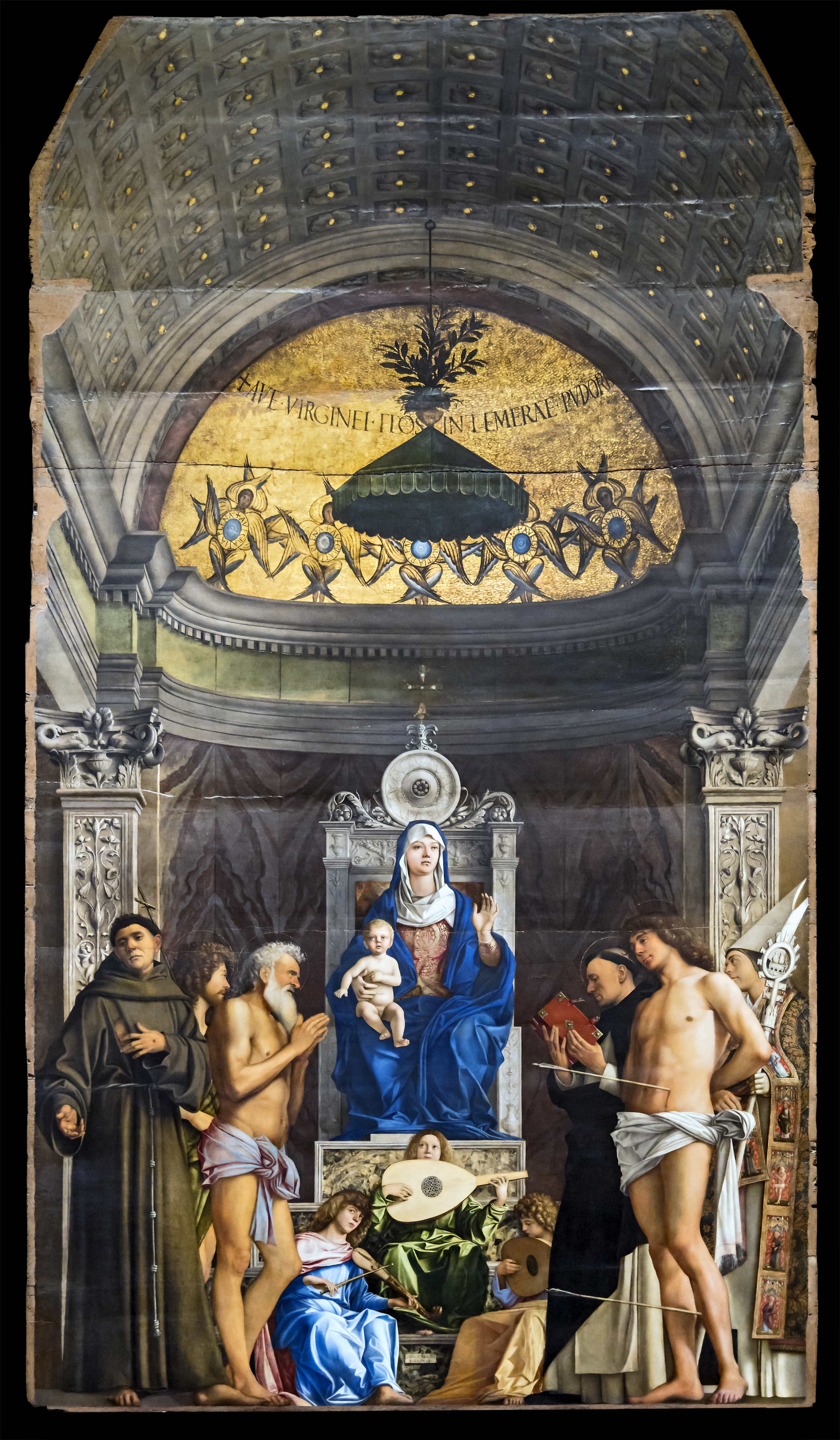
Altaarstuk van San Giobbe - ca. 1487
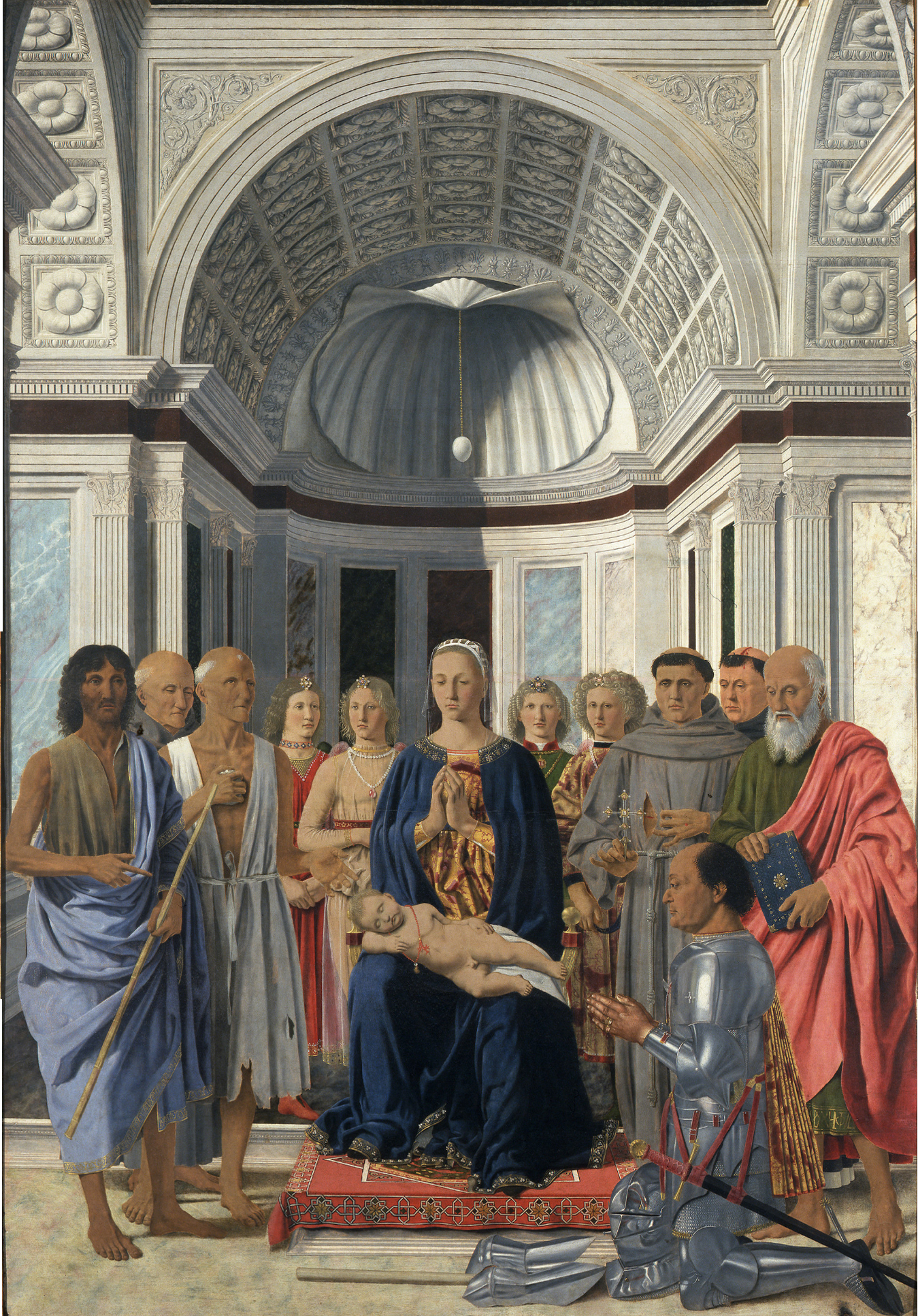
Brera Madonna - Piero della Francesca
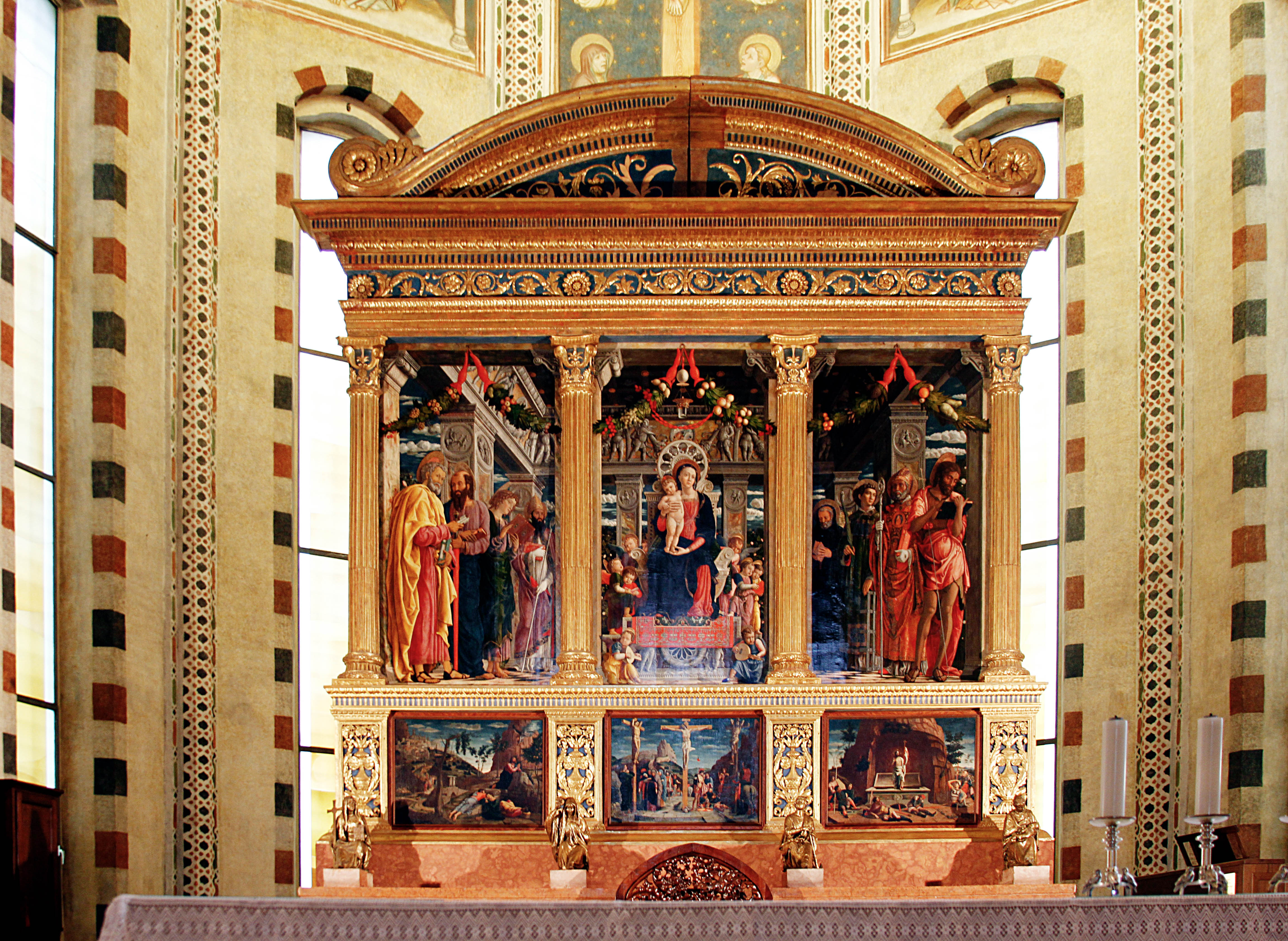
Altaarstuk van San Zeno - Mantegna